# Антуши (Гомельская область)
Антуши (бел. Антушы) — деревня в Поболовском сельсовете Рогачёвского района Гомельской области Белоруссии.

## География

### Расположение
В 24 км на юго-запад от районного центра и железнодорожной станции Рогачёв (на линии Могилёв — Жлобин), 135 км от Гомеля.

## Транспортная сеть
Транспортные связи по просёлочной, затем автомобильной дороге Бобруйск — Гомель. Планировка состоит из прямолинейной короткой улицы, ориентированной с юго-востока на северо-запад и застроенной односторонне, деревянными усадьбами.

## История
Обнаруженный археологами курганный могильник (6 насыпей, около современного кладбища) свидетельствует о заселении этих мест с давних времён. По письменным источникам известна с XVIII века как селение в Мозырском повете Минского воеводства Великого княжества Литовского.
После 2-го раздела Речи Посполитой (1793 год) в составе Российской империи. В начале XIX века на юго-восточной окраине построен деревянный костёл (сейчас памятник деревянного зодчества с чертами классицизма). По инвентарю 1848 года деревня в составе одноимённого помещичьего поместья. В 1909 году 386 десятин земли, в Луковской волости Рогачёвского уезда Могилёвской губернии.
Во время восстания 1863 года деревня Антуши и соседние сёла играли важную роль в жизни католической мелкой шляхты Рогачёвского уезда. Согласно переписи, жители окрестностей Антушей, Сеножатки, Чертежа и Марусенек считались одними из самых «мятежных» в уезде. Все эти деревни входили в католический приход антушевского костёла.
Власти отмечали влияние местного ксендза Яна Богушевича, которого в доносах характеризовали как «человека с даром слова, вредно влияющего на шляхту прихода и поддерживающего повстанцев». Считалось, что он мог быть направлен польской эмиграцией для подготовки восстания. В январе 1863 года он был выслан из Могилёвской губернии во внутренние губернии России.
Несмотря на это, подпольная деятельность продолжалась: проводились тайные собрания, распространялись листовки, многие шляхтичи выражали патриотические настроения через ношение конфедераток, чамарок и кунтушей с национальной польской символикой. В связи с этим губернатор издал приказ, запрещавший «польские национальные костюмы и гербовые знаки».
После высылки Богушевича в Антушах была расквартирована полурота российской пехоты, контролировавшая юго-западную часть уезда, смежную с Жлобинским краем. Это затруднило повстанческую активность в регионе. Тем не менее, отряд под командованием отставного штабс-капитана Томаша Гриневича начал формироваться в районе Тощицы и объединил несколько десятков человек, преимущественно шляхтичей из окрестностей Антушей.
До 1962—1963 годов деревня входила в состав Краснобережского сельсовета Жлобинского района.
В 1931 году жители вступили в колхоз. Во время Великой Отечественной войны 3 жителя погибли на фронте. Согласно переписи 1959 года в составе колхоза «Красная Армия» (центр — деревня Остров). Располагался детский дом.

## Утраченное наследие
Костёл Успения Пресвятой Девы Марии — утраченное католическое культовое здание, существовавшее в деревне. Располагался на юго-восточной окраине населённого пункта.
Первые сведения о костёле относятся к началу XIX века. В 1800 году ксёндз Константин Антушевич основал здесь храм, который был освящён в 1802 году под титулом Успения Господня. Первоначально костёл был филиальным по отношению к костёлу в местечке Карпиловка (ныне в черте города Жлобин).
В 1838 году Сенат Российской империи дал министру внутренних дел разрешение на перенос статуса приходского костёла в Антуши. Это было связано с планами ликвидации Карпиловского костёла в 1839 году. Благодаря усилиям пробста Мартина Вашкевича приходским стал именно костёл в Антушах.
В 1841 году здание было полностью перестроено снаружи, а в 1843 — внутри. С тех пор храм носил титул Успения Пресвятой Девы Марии. До 1882 года приход входил в Рогачёвско-Быховский деканат.
В 1910 году ксёндз Александр Болтуц провёл капитальный ремонт здания, а в 1911 году храм был окрашен масляными красками снаружи и внутри.
После закрытия костёл использовался под детский дом, затем — под больницу. После переноса больницы в деревню Поболово здание оказалось заброшенным. В конце 1980-х — начале 1990-х годов оно было разобрано. Сохранились лишь ступени.

### Архитектура
Здание представляло собой пример архитектуры классицизма. Оно состояло из прямоугольного в плане нефа с апсидой и боковыми сакристиями. Фасад был оштукатурен и завершался фронтоном с фризом и триглифами. Боковые фасады имели два яруса оконных проёмов с сандриками. Внутри располагались нартекс и хоры.

## Население
- 1868 год — 13 дворов, 69 жителей.
- 1897 год — 24 двора, 135 жителей (согласно переписи).
- 1909 год — 140 жителей.
- 1925 год — 34 двора.
- 1959 год — 226 жителей (согласно переписи).
- 2004 год — 18 хозяйств, 39 жителей.